# Marsdenia thouarsii
Marsdenia thouarsii är en oleanderväxtart som först beskrevs av Adolphe-Théodore Brongniart, och fick sitt nu gällande namn av Choux. Marsdenia thouarsii ingår i släktet Marsdenia och familjen oleanderväxter. Inga underarter finns listade i Catalogue of Life.